# Chrome Web Store
Chrome Web Store è un servizio online di Google per la distribuzione e l'installazione di applicazioni ed estensioni software (sia gratuite sia a pagamento) per il browser Google Chrome e i browser basati su Chromium. Venne annunciato per la prima volta da Vic Gundotra durante la conferenza Google I/O il 19 maggio 2010 e lanciato il 6 dicembre dello stesso anno. Le applicazioni, sviluppate nei principali linguaggi di programmazione impiegati per Internet, tra cui HTML, XHTML, JavaScript, Adobe Flash, Java, AJAX, HTML5, WebGL e CSS, hanno la possibilità di usare anche codice nativo per Google Chrome grazie alla tecnologia Google Native Client.

## Storia
Ha aperto a dicembre 2010. Un anno dopo venne ridisegnato per "catalizzare un grande aumento del traffico, tra download, utenti e numero totale di app". A giugno 2012, possedeva 750 milioni di installazioni totali.
Alcuni sviluppatori di estensioni vendevano le loro estensioni a terze parti che poi incorporavano degli adware. Nel 2014, Google rimosse due estensioni di questo tipo dal negozio dopo che molti utenti si lamentarono di annunci pop up indesiderati. L'anno seguente, Google riconobbe che circa il 5% delle visite ai propri siti web era stato alterato da estensioni adware.

## Malware
I malware restano un problema su Chrome Web Store. Nel gennaio 2018, dei ricercatori di sicurezza hanno trovato quattro estensioni maligne che messe insieme raggiungevano 500.000 download.
Chrome permetteva alle estensioni ospitate sullo store di essere installate anche sul sito web dello sviluppatore, per comodità. Ma ciò divenne un vettore di malware, perciò è stato rimosso nel 2018.